# Brezovo (Plovdiv)
Brezovo (Bulgaars: Брезово) is een kleine stad in Bulgarije in de  oblast Plovdiv, dicht bij de stad Rakovski. 

## Geografie
De gemeente is gelegen in het oostelijke deel van de oblast Plovdiv. Met een oppervlakte van 465,405 vierkante kilometer beslaat het 7,77% van het grondgebied van de oblast Plovdiv. De grenzen zijn als volgt:
- het zuiden - gemeente Rakovski;
- het westen - gemeente Kaloyanovo;
- het noordwesten - gemeente Karlovo;
- het noorden - gemeente Pavel Banja, oblast Stara Zagora;
- het oosten - gemeente Bratja Daskalovi, oblast Stara Zagora.

## Geschiedenis
Brezovo heeft sinds 1969 een stadsstatus, daarvoor was het officieel nog een dorp.

## Bevolking
Op 31 december 2020 telde de stad Brezovo 1.624 inwoners, terwijl de gemeente Brezovo, inclusief de nabijgelegen dorpen, 6.444 inwoners had.

### Etnische samenstelling
In 2011 was de etnische samenstelling als volgt:
|                  | Gemeente Brezovo | (%)    | Stad Brezovo | (%)    |
| ---------------- | ---------------- | ------ | ------------ | ------ |
| Bulgaren         | 5.695            | 78,04  | 1.251        | 66,02  |
| Bulgaarse Turken | 34               | 0,47   | 6            | 0,32   |
| Roma             | 1.094            | 14,99  | 423          | 22,32  |
| Overig           | 13               | 0,18   | ...          | ...    |
| Geen antwoord    | 23               | 0,32   | ...          | ...    |
| Niet gereageerd  | 439              | 6,02   | 210          | 11,08  |
| Totaal           | 7.298            | 100,00 | 1.895        | 100,00 |

### Religie
De meest recente volkstelling is afkomstig uit februari 2011 en was optioneel. Van de 7.298 inwoners reageerden er 6.005 op de optionele volkstelling. De meerderheid van de respondenten behoorde tot de Bulgaars-Orthodoxe Kerk (4.691 personen; 78,1%). Ook andere christelijke stromingen waren vertegenwoordigd, waarvan ongeveer 3% protestants en 1,2% katholiek. Ongeveer 10,5% van de bevolking had geen religieuze overtuiging. 
| Religieuze samenstelling in februari 2011 | Religieuze samenstelling in februari 2011 | Religieuze samenstelling in februari 2011 | Religieuze samenstelling in februari 2011 | Religieuze samenstelling in februari 2011 |
| ----------------------------------------- | ----------------------------------------- | ----------------------------------------- | ----------------------------------------- | ----------------------------------------- |
|                                           |                                           |                                           |                                           |                                           |
| Bulgaars-Orthodoxe Kerk                   | Bulgaars-Orthodoxe Kerk                   |                                           | 78,1%                                     | 78,1%                                     |
| Katholieke Kerk                           | Katholieke Kerk                           |                                           | 1,2%                                      | 1,2%                                      |
| Protestantisme                            | Protestantisme                            |                                           | 3,0%                                      | 3,0%                                      |
| Islam                                     | Islam                                     |                                           | 0,0%                                      | 0,0%                                      |
| Geen                                      | Geen                                      |                                           | 10,5%                                     | 10,5%                                     |
| Anders/ Onbekend                          | Anders/ Onbekend                          |                                           | 6,3%                                      | 6,3%                                      |

## Gemeente Brezovo
De gemeente Brezovo telt 16 nederzettingen: 1 stad en 15 dorpen.
- Babek
- Borets
- Brezovo (stad)
- Drangovo
- Otets Kirilovo
- Padarsko
- Rozovets
- Svezjen
- Streltsi
- Sarnegor
- Tjoerkmen
- Tsjechlare
- Tsjoba
- Varben
- Zelenikovo
- Zlatosel